# 勿稽子
勿稽子（?—?），朝鲜半岛新罗第10代国王奈解尼師今時（196年—230年在位）人。
勿稽子家世寒微，爲人倜傥，少年时有壯志。当時八浦上國同謀攻打阿羅國，阿羅派人到新罗国求救。奈解尼師今派王孫㮈音，率近郡和六部軍前去救援，于是击敗八國兵。这次战役，勿稽子有大功，因为被王孫厌憎，没有为他記功。有人对勿稽子说：“你功劳这么大，没有記錄，怨恨吗？”他说：“何怨之有？”那人说：“告诉国王？”勿稽子说：“以功劳自矜求名，志士所不爲。只有勵志，以待後来。”三年後，骨浦、柒浦、古史浦三國人，來攻竭火城，国王率兵出救，大敗三國之師。勿稽子斬獲數十餘敌军首級，論功时又無所得。于是他对妻子说：“我听说爲臣之道，見危致命，臨難忘身，前日浦上竭火战役，可以说是危難，我不能以致命忘身，让人知道，將有何面目出入朝野？”于是被髮携琴，进入師彘山不再回来。